# Tyti
Tyti (fl. XII secolo a.C.) è stata una regina egizia degli inizi della XX dinastia. Ebbe i titoli di Figlia del re, Sorella del re, Sposa del re, Madre del re, Sposa del dio e Signora delle Due Terre.
Fu consorte di Ramses III e madre di Ramses IV; fu forse la madre anche dei principi Amonherkhepshef, Khaemuaset e Ramses-Meriamon.

## Identificazione

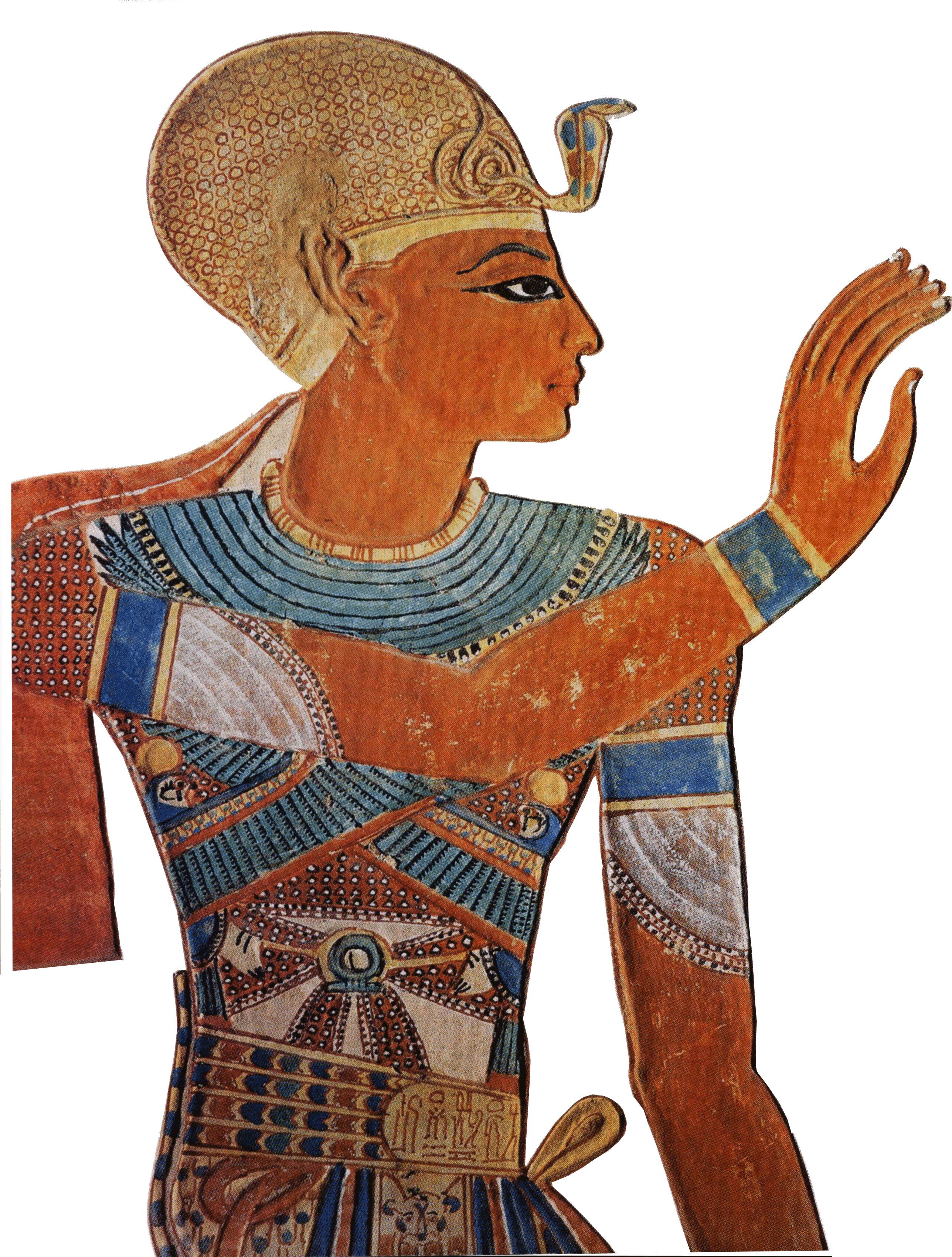
Ramses III sulle pareti della tomba di suo figlio Khaemuaset.

### Ipotesi del matrimonio con Ramses X
L'identità del faraone di cui Tyti fu regina consorte rimase incerta per molto tempo, ma ora può essere inquadrata come sposa di Ramses III, in base a nuove evidenze pubblicate nel 2010 sul Journal of Egyptian Archaeology (JEA). I suoi titoli mostrano che fu figlia, sorella, sposa e madre di faraoni. Secondo una vecchia teoria, sarebbe stata moglie di Ramses X (1111 a.C. - 1107 a.C.), figlia (come Ramses X) di Ramses IX e madre di Ramses XI, ultimo sovrano della XX dinastia egizia.

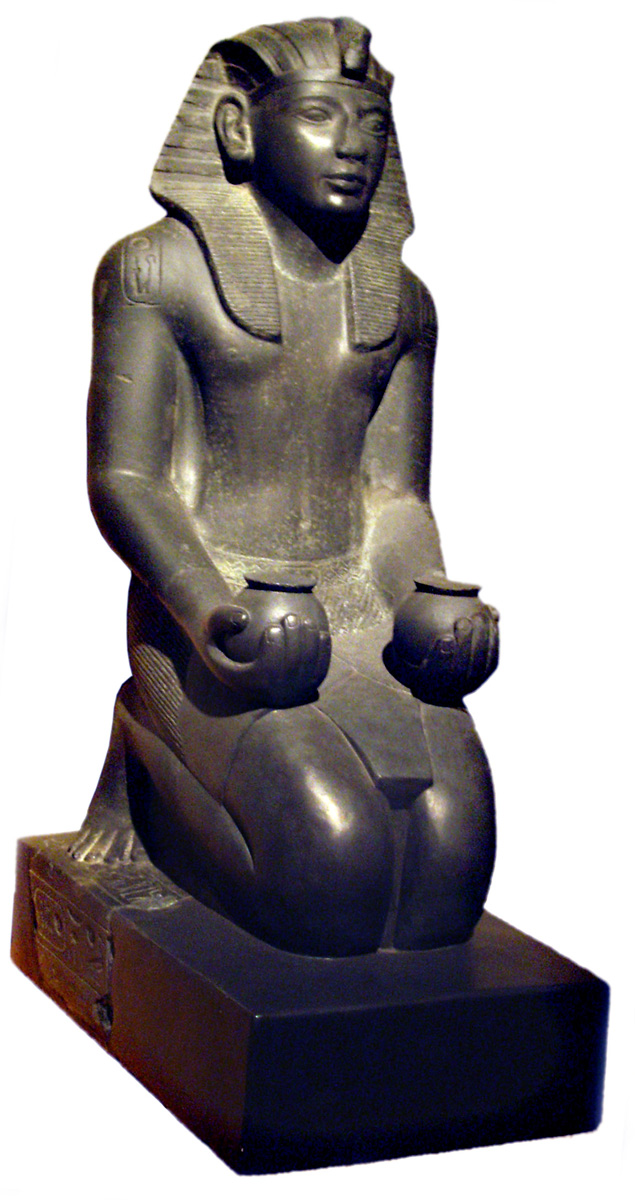
Statua di Ramses IV, figlio di Tyti, che presenta offerte a una divinità. British Museum, Londra.

### Identificazione come sposa di Ramses III
Una teoria dell'egittologo Jehon Grist, basata sulla somiglianza di stile della sua tomba e di quella dei principi dell'epoca, l'ha collocata agli inizi, e non alla fine, della XX dinastia, e l'ha identificata come figlia-sposa di Ramses III e madre di Ramses IV. Considerando l'età matura di Ramses IV quando ascese al trono, bisogna concludere che Ramses III prese in moglie la propria figlia prima di divenire faraone: eppure, il matrimonio tra padre e figlia avveniva, nell'antico Egitto, esclusivamente tra il faraone e le sue figlie - soprattutto per elevarle al rango di regine. Tyti fu raffigurata con una corona tipica, secondo alcune teorie, delle principesse-regine (la principessa-regina Nebettaui, sposa di suo padre Ramses II, compare questa corona, mentre la principessa-regina Sitamon, sposa di suo padre Amenofi III, è attestata con un modello arcaico del medesimo copricapo), anche se questa non è una prova sostanziale. 
D'altro canto, una ricerca archeologica pubblicata nel 2010 sul JEA giunge alla chiara conclusione che la regina Tyti fu, di fatto, sposa di Ramses III. Tale studio si è basato principalmente su alcune copie di papiri relativi ai furti nelle tombe (Papiro BM EA 10052), realizzate da Anthony Harris, contenenti la confessione di un antico tombarolo che penetrò nella tomba di Tyti e ne trafugò i gioielli. Il documento menziona Tyti come consorte di Ramses III e quindi madre di Ramses IV, siccome la madre di Ramses VI (altro figlio di Ramses III) è nota con certezza come la regina Iside Ta-Hemdjert. L'egittologo Aidan Dodson, inizialmente in disaccordo con le conclusioni di Grist, si è successivamente pronunciato a favore, accettando le evidenze archeologiche del Papiro BM EA 10052.
Leblanc ha avanzato l'ipotesi che Tyti fosse madre dei principi Amonherkhepshef, Khaemuaset e Ramses-Meriamon, in base allo stile, piuttosto comparabile, delle tombe di questi personaggi.

## Tomba QV52

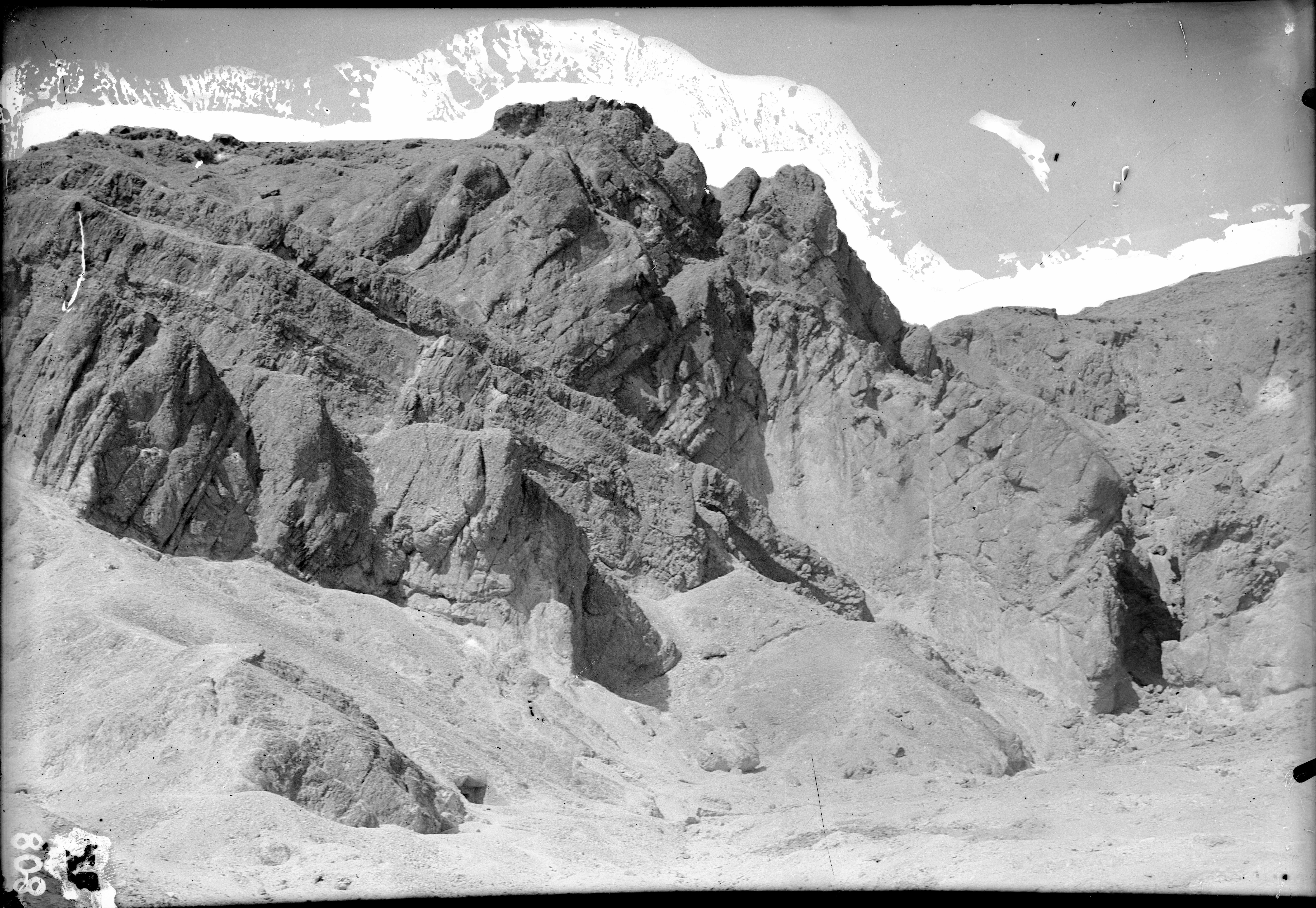
Veduta della parte finale della Valle delle Regine, con in basso l'ingresso alla tomba QV52, della regina Tyti. Scavi Schiaparelli, 1903-1905.

La tomba di Tyti, nella Valle delle Regine, è classificata con la sigla QV52. Fu descritta da Champollion, Lepsius, Wilkinson e Hay. Consiste di un corridoio, alcune stanze laterali e una camera sepolcrale, più interna, introdotta da un'altra camera. Il corridoio ha un accesso che si apre su un ulteriore corridoio che è stato descritto come un'anticamera. La tomba fu riutilizzata nel Terzo periodo intermedio e il corredo funerario fu saccheggiato. 

### Decorazioni parietali
La pareti sono decorate con immagini di divinità che formano coppie (un membro sulla parete meridionale e l'altro sulla parete settentrionale): dopo una rappresentazione della dea della verità, Maat, assisa e alata, compaiono Ptah (sud) e Thot (nord) che rappresentano l'aldilà, poi Ra-Horakhty e Atum in quantodivinità solari, seguiti da Imset, Hapi, Duamutef e Qebehsenuf (i Quattro Figli di Horus). Questa serie di divinità si chiude con Iside e Nefti, divinità sorelle e protettrici dei defunti. La camera centrale è decorata con immagini di divinità protettrici fra cui, per esempio, Herymaat (Quello sopra Maat) e Nebneru (Signore di Terrore). Herymaat rappresenta la rinascita di Tyti. Gli accessi alle stanze laterali sono decorati con le immagini dei guardiani dell'oltretomba menzionati nel Libro dei morti; l'entrata al sepolcro con quelle dei Quattro Figli di Horus (Imset e Duamutef sulla parte meridionale, Hapi e Qebehsenuef sulla parte settentrionale). Le decorazioni degli ambienti laterali includono divinità funerarie, immagini dei vasi canopi e delle Anime di Pe e Nekhen; in una, la regina Tyti compare come un uomo, nelle vesti di un sacerdote Iunmutef. Nella camera sepolcrale la regina è dipinta al cospetto di varie divinità, mentre sulla parte posteriore del muro c'è Osiride assiso in trono e assistito da Thot, Nefti, Neith e Selkis.

Foto della missione archeologia italiana del 1903 dall'Archivio fotografico Museo Egizio, Torino
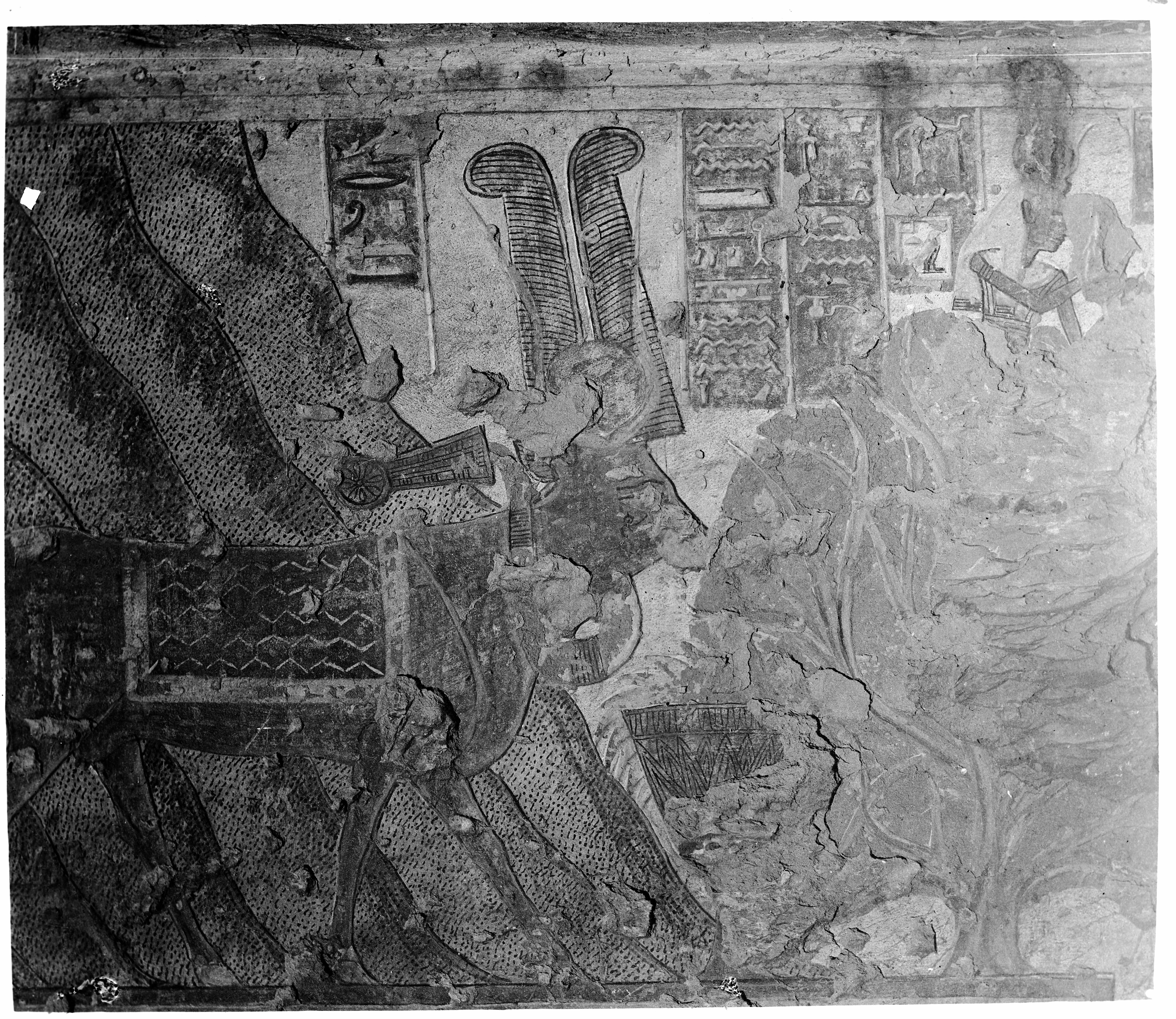
Rappresentazione parietale dalla tomba QV 52 della regina Tyti, nell'annesso orientale, con la dea Hathor in forma animale. Scavi Schiaparelli, 1903.
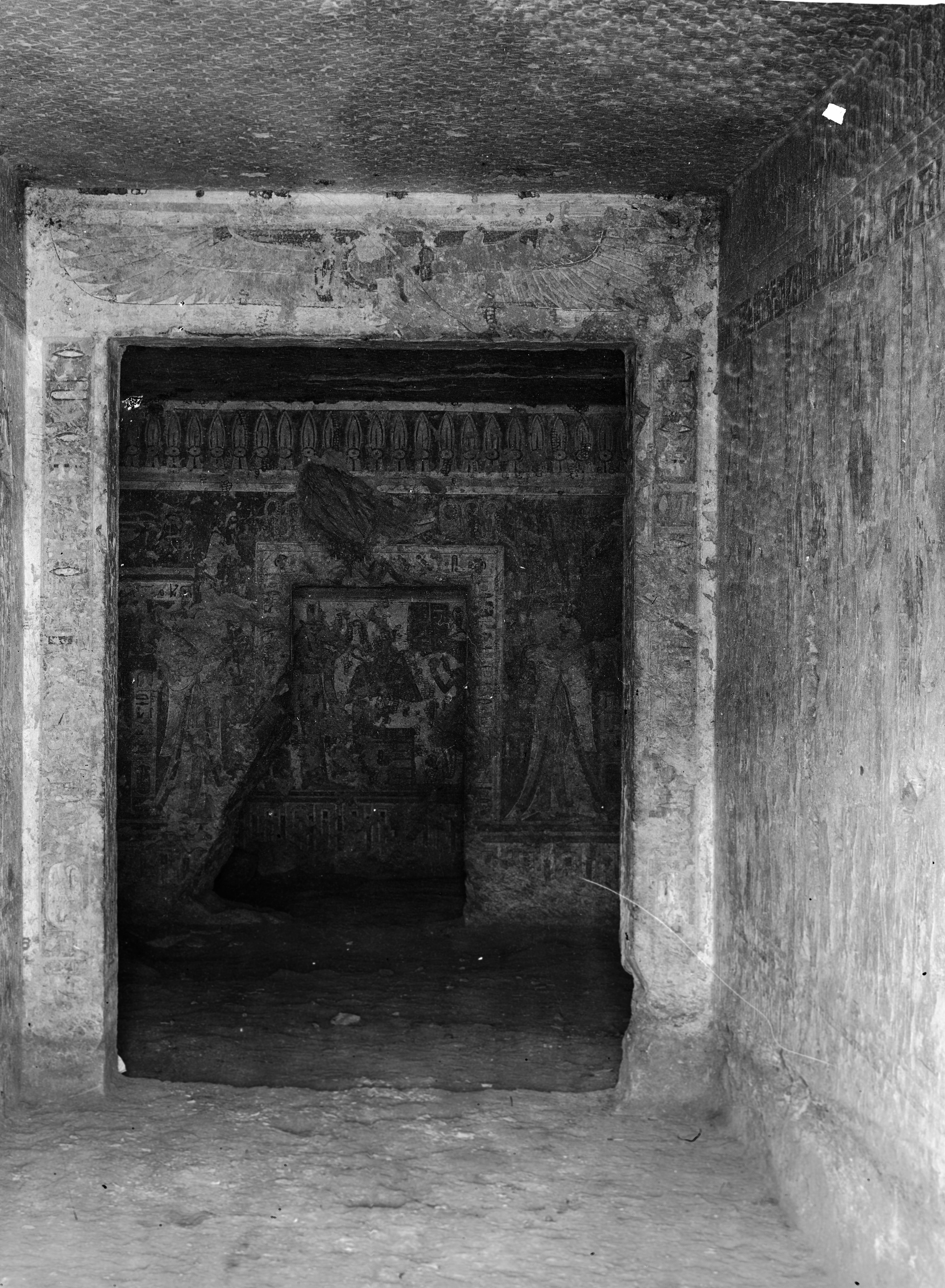
Veduta dell'interno della tomba QV 52. Fotografia scattata dal vestibolo, in direzione della camera funeraria. Sullo sfondo, la decorazione della parete di fondo dell'annesso posteriore.
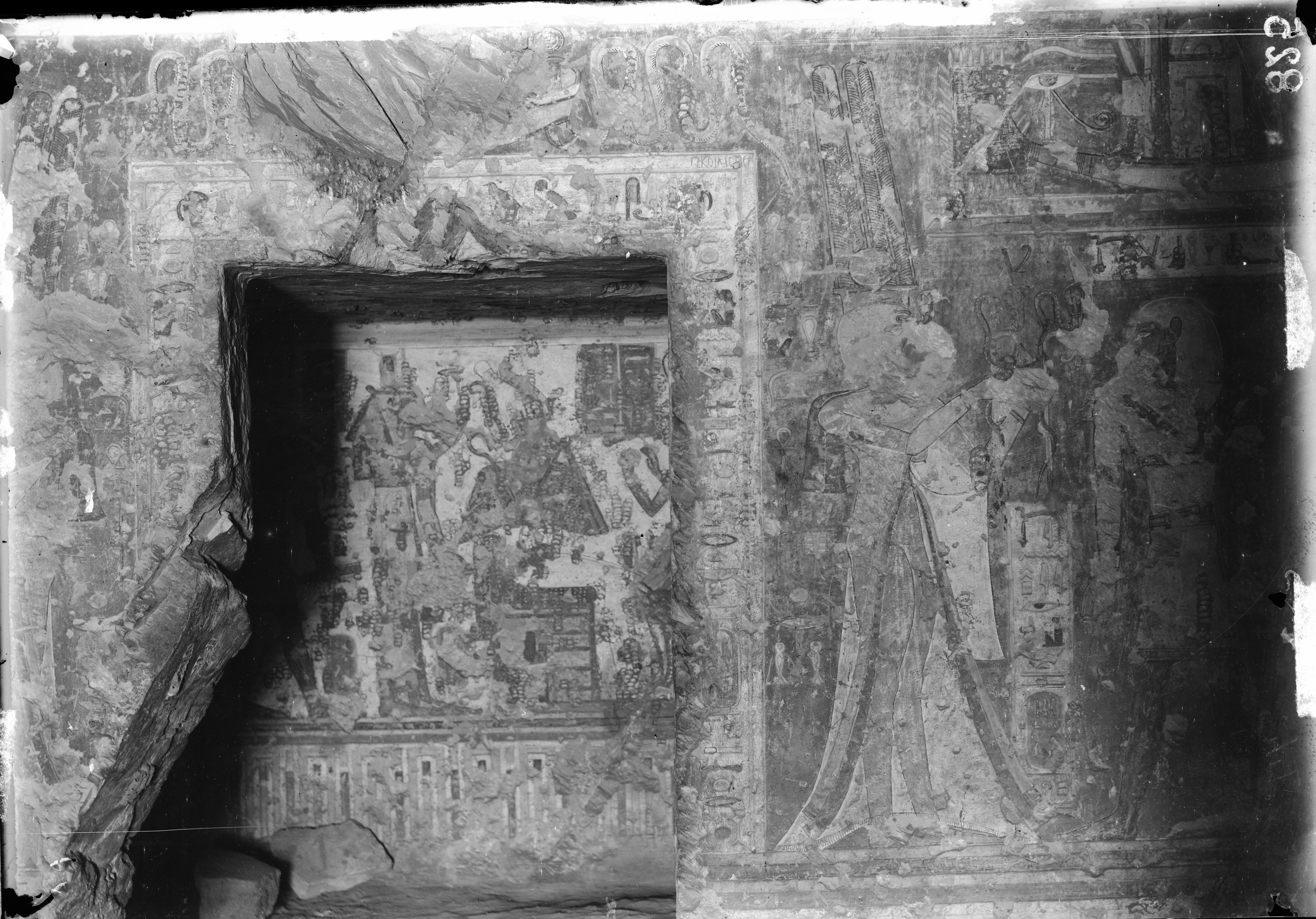
Parete di fondo della camera funeraria della tomba QV 52, dalla quale si accede all’annesso posteriore.